# Efrén Mendoza
Efrén Mendoza Cuahutle (Contla de Juan Cuamatzi, Tlaxcala, México, 9 de junio de 1992). Es un futbolista mexicano que juega en la posición de Centrocampista actualmente milita en el Tlaxcala Fútbol Club de la Liga de Expansión MX.

## Trayectoria
Su primer equipo fue el Atlas de Guadalajara donde hizo su debut en el clausura 2011 en el empate a ceros de su equipo ante el Club Universidad Nacional siendoel único partido que juega en ese torneo.
Se fue al Club de Fútbol Pachuca en el apertura 2012.
En el apertura 2013 fue traspasado al Leones Negros de la Universidad de Guadalajara donde logró el asecnso al máximo circuito y es su actual club.

## Estadísticas
Actualizado al último partido jugado el 21 de julio de 2023.
| Académicos · México                 | 2.ª           | 2008          | 6   | 0 | ―  | ― | ― | ― | 6   | 0 |
| Académicos · México                 | Total club    | Total club    | 6   | 0 | 0  | 0 | 0 | 0 | 6   | 0 |
| Atlas F. C. · México                | 1.ª           | 2010-11       | 1   | 0 | ―  | ― | ― | ― | 1   | 0 |
| Atlas F. C. · México                | 1.ª           | 2011-12       | 8   | 0 | ―  | ― | ― | ― | 8   | 0 |
| Atlas F. C. · México                | Total club    | Total club    | 9   | 0 | 0  | 0 | 0 | 0 | 9   | 0 |
| C. F. Pachuca · México              | 1.ª           | 2012-13       | 3   | 0 | 12 | 0 | ― | ― | 15  | 0 |
| C. F. Pachuca · México              | Total club    | Total club    | 3   | 0 | 12 | 0 | 0 | 0 | 15  | 0 |
| Leones Negros · México              | 2.ª           | 2013-14       | 33  | 2 | 6  | 0 | ― | ― | 39  | 2 |
| Leones Negros · México              | 1.ª           | 2014-15       | 7   | 0 | 10 | 1 | ― | ― | 17  | 1 |
| Leones Negros · México              | 2.ª           | 2015-16       | 22  | 1 | 9  | 0 | ― | ― | 31  | 1 |
| Leones Negros · México              | 2.ª           | 2016-17       | 26  | 0 | 1  | 0 | ― | ― | 27  | 0 |
| Leones Negros · México              | 2.ª           | 2017-18       | 26  | 1 | 2  | 0 | ― | ― | 26  | 1 |
| Leones Negros · México              | 2.ª           | 2018-19       | 19  | 1 | ―  | ― | ― | ― | 19  | 1 |
| Leones Negros · México              | Total club    | Total club    | 133 | 5 | 28 | 1 | 0 | 0 | 161 | 6 |
| Potros UAEM · México                | 2.ª           | 2019-20       | 9   | 0 | 1  | 0 | ― | ― | 10  | 0 |
| Potros UAEM · México                | Total club    | Total club    | 9   | 0 | 1  | 0 | 0 | 0 | 10  | 0 |
| Tlaxcala F. C. · México             | 2.ª           | 2021-22       | 29  | 0 | ―  | ― | ― | ― | 29  | 0 |
| Tlaxcala F. C. · México             | 2.ª           | 2022-23       | 24  | 0 | ―  | ― | ― | ― | 24  | 0 |
| Tlaxcala F. C. · México             | 2.ª           | 2023-24       | 1   | 0 | ―  | ― | ― | ― | 1   | 0 |
| Tlaxcala F. C. · México             | Total club    | Total club    | 54  | 0 | 0  | 0 | 0 | 0 | 54  | 0 |
| Total carrera                       | Total carrera | Total carrera | 214 | 5 | 41 | 1 | 0 | 0 | 255 | 6 |
| (1)Incluye datos de la Copa México. |               |               |     |   |    |   |   |   |     |   |

## Palmarés

### Campeonatos nacionales
| Título                    | Club   | País   | Año           |
| ------------------------- | ------ | ------ | ------------- |
| Liga de Ascenso de México | U de G | México | Apertura 2013 |
| Final de Ascenso          | U de G | México | 2014          |